# Mark Ambor
Mark Gregory Damboragian (Pleasantville (New York), 4 december 1997), vooral bekend onder zijn artiestennaam Mark Ambor, is een Amerikaanse zanger en schrijver. Hij brak door bij het grote publiek dankzij TikTok en andere socialemediaplatformen.

## Carrière
Vanaf zijn zevende is Ambor bezig met muziek, hij leerde zichzelf gitaarspelen en kreeg pianolessen. Later begon hij ook met het schrijven van liedjes. In 2018 werd hij uitgenodigd voor The Voice, waarvoor hij met professionals werkte aan zijn zang- en podiumkwaliteiten. Hij haalde niet de ronde na de Blind Auditions doordat alle teams al vol waren voordat hij mocht auditeren.
De muzikale carrière van Mark Ambor kreeg een vliegende start in 2019 met de release van zijn debuutsingle, "Fever". Dit nummer introduceerde zijn kenmerkende geluid, een mix van relaxte pop en akoestische rock. In 2022 lanceerde hij zijn eerste EP, getiteld "Hello World".
Het was echter zijn single "Good To Be", uitgebracht in oktober 2023, die zijn bekendheid naar een hoger niveau tilde. Het nummer werd een hit op TikTok. "Good To Be" stond 14 weken in de Nederlandse Top 40, en bereikte de achtste positie.
Kort na de release van "Good To Be" kondigde Mark zijn eerste wereldwijde tour aan. Deze tour was in minder dan één dag volledig uitverkocht. Ook zijn optreden in de Melkweg was uitverkocht.
In februari 2024 bracht Ambor de single "Belong Together" uit. Ook dit nummer haalde de Nederlandse hitlijsten.

## Discografie

### Albums
| Album       | Verschijnen      | Label                | Hitlijsten | Hitlijsten | Hitlijsten | Hitlijsten | Hitlijsten |
| Album       | Verschijnen      | Label                | BE (VL)    | BE (VL)    | NL         | NL         | GB         |
| Album       | Verschijnen      | Label                | Piek       | Weken      | Piek       | Weken      | Piek       |
| ----------- | ---------------- | -------------------- | ---------- | ---------- | ---------- | ---------- | ---------- |
| Hello World | 9 september 2022 | —                    | —          | —          | —          | —          | —          |
| Rockwood    | 16 augustus 2024 | Hundred Days Records | 52         | —          | 22         | —          | —          |

### Singles
| Lied                    | Verschijnen | Album       | Hitlijsten | Hitlijsten | Hitlijsten  | Hitlijsten  | Hitlijsten   | Hitlijsten   | Hitlijsten |
| Lied                    | Verschijnen | Album       | BE (VL)    | BE (VL)    | NL (Top 40) | NL (Top 40) | NL (Top 100) | NL (Top 100) | GB         |
| Lied                    | Verschijnen | Album       | Piek       | Weken      | Piek        | Weken       | Piek         | Weken        | Piek       |
| ----------------------- | ----------- | ----------- | ---------- | ---------- | ----------- | ----------- | ------------ | ------------ | ---------- |
| Fever                   | 24-04-2019  | —           | —          | —          | —           | —           | —            | —            | —          |
| It's Us Again           | 29-10-2020  | —           | —          | —          | —           | —           | —            | —            | —          |
| The Long Way            | 14-09-2021  | Hello World | —          | —          | —           | —           | —            | —            | —          |
| Company                 | 02-11-2021  | Hello World | —          | —          | —           | —           | —            | —            | —          |
| Waves                   | 08-03-2022  | Hello World | —          | —          | —           | —           | —            | —            | —          |
| Don't You Worry         | 15-07-2022  | Hello World | —          | —          | —           | —           | —            | —            | —          |
| Curls In the Wind       | 07-07-2023  | —           | —          | —          | —           | —           | —            | —            | —          |
| Good to Be              | 17-10-2023  | —           | 10         | 15         | 6           | 15          | 31           | 13           | —          |
| I Hope It All Works Out | 17-11-2023  | —           | —          | —          | —           | —           | —            | —            | —          |
| Good to Be (Acoustic)   | 19-12-2023  | —           | —          | —          | —           | —           | —            | —            | —          |
| Belong Together         | 16-02-2024  | —           | 1(1wk)     | 49         | 1(1wk)      | 13          | 4            | 50*          | 12         |